# 新民镇 (垫江县)
新民镇，是中华人民共和国重庆市垫江县下辖的一个乡镇级行政单位。

## 行政区划
新民镇下辖以下地区：
新民社区、南印村、城北村、凌云村、帽合村、石仙村、大通村、双河口村、玉龙村、七桥村、树新村和明月村。